# Nét chủ đạo
Điệp khúc (tiếng Đức: leitmotif /ˌlaɪtmoʊˈtiːf/, tiếng Anh: lightmotif) là một "tiết nhạc ngắn và lặp đi lặp lại liên tục" gắn liền với một người, địa điểm hoặc ý tưởng cụ thể. Nó có liên hệ chặt chẽ đến khái niệm âm nhạc idée fixe hay motto-theme. Thuật ngữ này là một từ Anh hóa từ tiếng Đức của Leitmotiv, tạm hiểu là "nhạc tố dẫn đầu", hoặc có thể chính xác hơn là "nhạc tố chỉ đạo". Một nhạc tố được định nghĩa là "ý nhạc ngắn ... du dương, hài hòa hay theo nhịp, hoặc [kết hợp] cả ba", một nhịp nhạc bất kỳ nổi bật, đoạn nhạc hay các nốt tiếp theo có một số ý nghĩa đặc biệt quan trọng trong hoặc đặc trưng của bài nhạc đang soạn".
Mặc dù thường là một giai điệu ngắn, nét chủ đạo cũng có thể là một chuỗi hợp âm hoặc thậm chí là một nhịp điệu đơn giản. Nét chủ đạo có thể giúp để ràng buộc các phần nhạc lại với nhau thành một khối mạch lạc, và cũng cho phép các nhà soạn nhạc liên tưởng đến một câu chuyện mà không cần dùng lời nói, hoặc để cung cấp thêm cho câu chuyện đã được trình bày. Theo thời gian làm pha trộn, từ này cũng đã được sử dụng để định nghĩa là bất kỳ loại chủ đề trong văn học, hoặc (theo nghĩa bóng) cuộc đời của một nhân vật hư cấu hoặc một con người ngoài đời thật. Đôi khi nó cũng được dùng trong cuộc thảo luận về các thể loại âm nhạc khác, chẳng hạn như phối cụ, điện ảnh và nhạc trò chơi điện tử, đôi khi lẫn lộn với loại hình tổng quát hơn gọi là nhạc chủ đề. Việc sử dụng như vậy thường làm lu mờ các khía cạnh quan trọng của nét chủ đạo-trái ngược với các nhạc tố hay nhạc chủ đề khác.